# Денилсон де Оливейра
Денилсон де Оливейра, по-известен само като Денилсон, е бразилски футболист.

## Клубна кариера
Кариерата на Денилсон започва в Сао Пауло Футебол Клубе. Той се представя силно и през 1998 отива в Реал Бетис за 21,5 млн. евро, което става и най-скъпият трансфер за XX век. Първоначално Денилсон не успява да се наложи в състава и е даден под наем на Фламенго. След наема играчът става неизменен в стартовите 11. През 2005 е продаден на Бордо. След 1 година в Бордо отива в Ал-Насър от Саудитска Арабия. Изиграва само 15 мача за тях, след което отива в САЩ, където изиграва едва 8 срещи с екипа на ФК Далас. След слабото си представяне преминава в Палмейрас, с които печели шампионата на щата Сао Пауло и Копа Либертадорес. След това отива в Итумбиара, където не изиграва нито един мач. После отива във Виетнам за да играе за Хай-Понг, но се задържа само една седмица и напуска по свое желание. В началото на януари подписва с гръцкия Кавала. На 16 април е освободен.